# یگان ۴۰۰
یگان ۴۰۰ یک یگان عملیات ویژه مخفی در نیروی قدس سپاه پاسداران انقلاب اسلامی است که در حملات تروریستی، ترور، آدم‌ربایی و خرابکاری تخصص دارد. این سازمان که در حدود سال ۱۳۹۰ تأسیس شد، تحت نظارت مستقیم رهبر جمهوری اسلامی ایران، سید علی خامنه‌ای، فعالیت می‌کند و به دلیل فعالیت‌های جهانی، از سوی آمریکا به عنوان یک نهاد تروریستی، معرفی شده است.

## رهبری و ساختار

### چهره‌های کلیدی

##### حمید عبداللهی
حمید عبداللهی یکی از فرماندهان ارشد نیروی قدس ایران است که یگان ۴۰۰، یک یگان عملیات ویژه مخفی مسئول فعالیت‌های تروریستی جهانی است. او که در سال ۱۳۹۰ توسط ایالات متحده به دلیل حمایت از تروریسم تعیین شد، بر توطئه‌های برجسته و عملیات‌های جنگ نامتقارن نظارت داشته است.

##### مجید علوی
مجید علوی از چهره‌های ارشد نظامی-اطلاعاتی ایران با سابقه نقش رهبری در سپاه قدس و مشارکت در عملیات‌های مخفی است. او معاون سابق وزیر اطلاعات ایران است که فرماندهی این یگان را برعهده داشت و با توطئه‌هایی مانند سوء قصد در بانکوک در سال ۱۳۹۰ که دیپلمات‌های اسرائیلی را هدف قرار داد، مرتبط بود.

##### زمینه سازمانی
یگان ۴۰۰ به عنوان یک یگان عملیات ویژه مخفی در نیروی قدس سپاه پاسداران انقلاب اسلامی، فعالیت می‌کند. ساختار و نقش آن در شبکه گسترده‌تری از دیگر یگان‌های سپاه قدس (به عنوان مثال، یگان ۳۴۰، ۱۲۰۰۰، ۷۰۰)، که هر یک در حوزه‌های جغرافیایی یا عملیاتی متمایز تخصص دارند، تعبیه شده است.

## روش عمل و دسترسی جهانی
سپاه پاسداران انقلاب اسلامی به ویژه یگان ۴۰۰ نیروی قدس، اتباع افغانستان را برای انجام مأموریت‌های انتحاری که اسرائیلی‌ها را هدف قرار می‌دهند، جذب می‌کند و در این تلاش‌ها با القاعده همکاری می‌کند. از چهره‌های کلیدی این استخدام می‌توان به حسین رحمانی، حسین رهبان، حامد عبداللهی و علیرضا تاجیک اشاره کرد، که دومی در سوء قصد به قتل ایتسیک موشه تاجر اسرائیلی-گرجی در تفلیس در سال ۱۴۰۱ دست داشت. توطئه‌های مشابهی در آذربایجان، قبرس و یونان، خنثی شده است که نشان‌دهنده استراتژی گسترده‌تر ایران برای به‌کارگیری عوامل افغان و پاکستانی علیه اهداف اسرائیل است. این همکاری بر همگرایی منافع در میان ایران، القاعده و طالبان تأکید می‌کند و از تفاوت‌های ایدئولوژیک برای تمرکز بر اقدامات علیه اسرائیل فراتر می‌رود.

## فعالیت‌ها
- به گروه‌هایی مانند حزب‌الله لبنان، شبه نظامیان شیعه عراقی و شورشیان افغان تسلیحات، آموزش و کمک مالی می‌دهد.[۱][۹]
- توطئه‌های سازماندهی شده مانند سوء قصد در بانکوک در سال ۱۳۹۰ شکست خورده. ترور سفیر عربستان در واشینگتن، دی.سی.، جایی که اف‌بی‌آی در عملیات نفوذ کرد.[۱]
- سلول‌های خواب را در آفریقا (چاد، غنا، نیجر) نگهداری می‌کند و در آسیای مرکزی و قفقاز نیروهای عملیاتی را جذب می‌کند.[۱][۱۱]
- زیرساخت‌های خارجی: از عوامل اهل تاجیکستان، چچن و قرقیزستان تحت پوشش‌های تجاری یا دیپلماتیک استفاده می‌کند. از مدیران برجسته می‌توان به محمد میرزوشوف (تاجیکی) و اولگ دویف (چچه) اشاره کرد.[۱]

## روابط با القاعده
ایران و القاعده از اوایل دهه ۱۳۶۹ روابط پیچیده و پنهانی را حفظ کرده‌اند. در ابتدا، این شامل آموزش عوامل القاعده در ایران و بقاع لبنان بود. پس از تهاجم ایالات متحده به افغانستان در سال ۱۳۸۰، ایران برای اعضای فراری القاعده، از جمله رهبران ارشد و خانواده‌های آنها، پناهگاهی فراهم کرد. قابل ذکر است، سیف العدل، یکی از شخصیت‌های بلندپایه القاعده که متهم به بمب‌گذاری سفارت آمریکا در آفریقا در سال ۱۳۷۷ است، در ایران تحت حفاظت سپاه پاسداران انقلاب اسلامی، مستقر شده است. این ترتیبات بر اتحادی عمل‌گرایانه تأکید می‌کند که از تفاوت‌های ایدئولوژیک فراتر می‌رود و به القاعده اجازه می‌دهد در داخل خاک ایران فعالیت کند. علاوه بر این، گزارش‌های اخیر نشان می‌دهد که سپاه ایران، به ویژه یگان ۴۰۰ نیروی قدس، با القاعده برای استخدام اتباع افغان برای مأموریت‌های انتحاری که اسرائیلی‌ها را هدف قرار می‌دهند، همکاری کرده است. این همکاری مستمر نشان دهنده همگرایی منافع است و ایران از توانایی‌های القاعده برای پیشبرد اهداف استراتژیک خود در برابر دشمنان مشترک استفاده می‌کند.

## حوادث قابل توجه
- توطئه بانکوک ۱۳۹۰: این عملیات مرتبط با مجید علوی و حامد عبداللهی، ترور دیپلمات‌های اسرائیلی بود.[۱]
- توطئه ترور ادعایی ایران در سال ۱۳۹۰: شامل منصور ارباب سیار، یک ایرانی-آمریکایی که تلاش کرد یک کارتل مواد مخدر مکزیکی (ناخواسته مأموران اف‌بی‌آی) را برای انجام حمله علیه عادل الجبیر سفیر عربستان در واشینگتن، دی.سی. استخدام کند.[۱]

## نقش استراتژیک
یگان ۴۰۰ نمونه ای از استراتژی ایران برای ارائه قدرت از طریق شبکه‌های نیابتی و عملیات مخفی است که اغلب تنش‌ها را با دشمنان غربی تشدید می‌کند. فعالیت‌های آن به شدت توسط رهبری ایران کنترل می‌شود که نشان‌دهنده تعهد رژیم به جنگ نامتقارن است.